# Meszno (przystanek kolejowy w województwie warmińsko-mazurskim)
Meszno – zlikwidowany przystanek osobowy w Mesznie, w gminie Dubeninki, w powiecie gołdapskim w województwie warmińsko-mazurskim, w Polsce. Położona na linii kolejowej z Pobłędzia do Botkun. Linia ta została ukończona w 1923 roku Linia ta została rozebrana w 1945 roku.